# Власов, Вячеслав Алексеевич
Вячеслав Алексеевич Власов (род. 26 марта 1952 г., город Кузнецк Пензенская область) — российский учёный, кандидат исторических наук (1978), доцент (1984), педагог, отличник народного просвещения Российской Федерации (1994), академик Международной академии информатизации, первый проректор Пензенского государственного педагогического университета им. В. Г. Белинского (с 2001 по 2010), главный редактор «Пензенской энциклопедии».
Окончил среднюю школу № 2 г. Пензы (1969), историческое отделение историко-филологического факультета Пензенский государственный педагогический институт им. В. Г. Белинского (1973) и аспирантуру Московского государственного педагогического института (1978).
Работает в ПГПИ с 1973. Был ассистентом (1973—1975), старшим преподавателем (1978—1980), доцентом (1980). С 1988 г. заведующий кафедрой истории КПСС, с 1990 — политической истории, с 1992 — отечественной истории ПГПУ. В 2000 был назначен проректором по учебной работе. В 2001 Власов был избран на должность профессора.
Основная тема научных исследований — «Школа, государство и общество в России в XIX—XX веках».
Являлся членом редакционной коллегии и редсовета, заведующим отделом социологии «Пензенской энциклопедии». В. А. Власов опубликовал более 200 научных и учебно-методических работ по истории России XIX—XX века, народному образованию и краеведению, был редактором учебных пособий и сборников научных статей, подготовленных на кафедре под его руководством. Учёный является членом редколлегии и редсовета сборника «Известия ПГПУ. Гуманитарные науки». В годы издания журнала «Краеведение» был членом редколлегии. С 1998 по 2007 гг. Власов был членом диссертационного совета по историческим наукам ПГПУ. Под его руководством 6 аспирантов успешно защитили кандидатские диссертации.
Учёный — постоянный организатор международных и всероссийских научных конференций: «1917 год в судьбе России», «Война. Народ. Победа», «XX век: итоги и перспективы», «Дела и люди», «Культура и власть», «Школа, государство и общество». Был народным заседателем Ленинского районного суда, председателем Ленинской районной организации общества «Знание», членом президиума областного правления, дважды избирался на всероссийские съезды этого общества. Председатель Пензенского областного отделения Российского общества историков-архивистов, член общественного совета Приволжского Дома знаний. Председатель Ученого совета кафедр социально-экономического и гуманитарного цикла (1997—2000), член Ученых советов университета (с 1989) и исторического факультета (с 2004).
За педагогическую и общественную деятельность награждён грамотами городской и областной администрации, Губернатора Пензенской области, министерства образования и науки Пензенской области, Федерации профсоюзов Пензенской области, Министерства образования РФ, нагрудным знаком "Почетный работник высшего профессионального образования Российской Федерации (1999), медалью "За заслуги в проведении Всероссийской переписи населения (2002) и нагрудным знаком Госкомитета России «За активное участие во Всероссийской переписи населения 2002 года» (2003). Чл.-корр. Международной академии наук педагогического образования (2002), член Европейской академии информатизации (2004).

## Сочинения
- Пензенская область в годы Великой Отечественной войны. Саратов, 1985 (колл.авт.).
- Хроника Пензенской областной организации КПСС. 1884—1987. Саратов, 1988. (колл. авт.).
- Школа и общество: Поиски путей обновления образования во второй половине XIX — первой трети XX века. Пенза, 1998.
- История Отечества IX—XX вв. Учебн. пособие. П., 1991, 1993, 1998, 1999 (колл.авт.).
- Очерки истории народного образования Пензенского края. П., 1997 (колл.авт.).
- От учительского института до педагогического университета (история ПГПУ им. В. Г. Белинского: 1939—1999 гг.). П., 1999 (колл.авт.).
- История Пензенского края со второй половины XIX века до наших дней: Учебное пособие для основной школы. П., 2000 (колл.авт.).
- Пензенская энциклопедия. М., 2001 (колл. авт.).
- Педагогический университет на рубеже XX—XXI веков (ПГПУ им. В. Г. Белинского в 1995—2004 гг.). П., 2004.